# Fan Club (Alexia)
Fan Club è il primo album in studio della cantante Alexia, pubblicato nel 1997.

## Descrizione
Contiene 12 brani, alcuni dei quali si riveleranno dei successi degli anni novanta, come Me and You, Number One, Summer Is Crazy e Uh la la la. Vende più di 600 000 copie.
Una versione dell'album è stata realizzata per il mercato inglese, americano e giapponese, dopo che Alexia ha scalato con successo le classifiche mondiali. Infatti, il primo singolo promozionale dell'album Uh la la la è addirittura arrivato nella top 10 inglese, cosa riuscita a pochi artisti italiani.
La versione americana si chiama Fun Club.

## Tracce
Testi di Alessia Aquilani, musiche di Roberto Zanetti.
1. Uh la la la
2. Number One
3. Virtual Reality
4. Because I Miss You
5. Summer Is Crazy
6. Another Way
7. Me and You
8. Hold On
9. Looking for My Baby
10. Beat of the Night
11. Number One (Spanish Version)
12. Make You Happy

## RemixUh la la la
Della canzone sono stati fatti oltre 40 remix, tra cui:
- Uh la la la (Radio Mix)
- Uh la la la (Club Mix)
- Uh la la la (Cellular Mix)
- Uh la la la (F.O.S. Main Vocal Mix)
- Uh la la la (Original Mix)
- Uh la la la (F.O.S. Renaissance Dub)

La canzone  ha portato al successo le giovani cantanti della band Blog 27.

## Formazione
- Alexia - voce
- Francesco Alberti - chitarra, programmazione, tastiera (tracce 6, 9, 10, 12)
- Andrea De Antoni - tastiera (tracce 6, 9, 10, 12)
- Robyx - tastiera
- Beppe Cominotti - tastiera

## Classifiche
| Classifica (1997) | Posizione più alta |
| ----------------- | ------------------ |
| Estonia           | 3                  |
| Finlandia         | 1                  |
| Francia           | 45                 |